# La Viña, Mexiko
La Viña är en ort i Mexiko.   Den ligger i kommunen Tacámbaro och delstaten Michoacán de Ocampo, i den södra delen av landet, 250 km väster om huvudstaden Mexico City. La Viña ligger 2 005 meter över havet och antalet invånare är 813.
Terrängen runt La Viña är lite bergig, och sluttar söderut. Runt La Viña är det ganska tätbefolkat, med 80 invånare per kvadratkilometer. Närmaste större samhälle är Tacámbaro de Codallos, 3,6 km söder om La Viña. I omgivningarna runt La Viña växer huvudsakligen savannskog.